# Francesco Totti
Francesco Totti, född den 27 september 1976 i Rom, är en italiensk före detta fotbollsspelare som spelade och var lagkapten för Serie A-klubben Roma. Han brukade spela som en anfallande mittfältare eller som hjälpande anfallare, men lyckades även bra som ensam anfallare, eller till och med som yttermittfältare.
Francesco Totti spelade i AS Roma mellan år 1992 och 2017. Han är den spelare som spelat flest matcher för klubben och även dess, genom tiderna, bästa målskytt. 16 januari 2008 blev Totti den första spelaren att göra 200 mål för Roma (i Coppa Italia-matchen mellan Roma och Torino) och 9 mars 2008 spelade Totti sin 500:e match för klubben. Den 20 mars 2011 gjorde Totti sitt 200:e och 201:a mål i Serie A mot Fiorentina  Totti är även den nuvarande rekordinnehavaren av Champions Leagues äldsta målskytt.
Totti var med och vann VM 2006 med det italienska landslaget. Utöver sin fotbollskarriär är Totti Unicefambassadör.
Han har tilldelats den italienska utärkelsen Ufficiale OMRI,

## Uppväxt
Totti föddes i Rom 1976 som son till Lorenzo och Fiorella Totti. Fadern var banktjänsteman. Han växte upp i stadsdelen Porta Metronia, på Via Vetulonia. Han har spelat i Roma under hela sin professionella karriär. Han kom till klubben redan som 13-åring.

## Klubbkarriär

### 1990-talet

#### Säsongen 1992/93
Roma slutade på tionde plats i Serie A. Roma avslutade säsongen med 33 poäng på 34 spelade matcher och hade +3 i målskillnad. Roma vann även silver i Coppa Italia. Som 16-åring gjorde Totti debut i seniorlaget i en match mot Brescia då lagets tränare Vujadin Boškov lät honom spela den 28 mars 1993. Han blev inbytt i den 87:e minuten mot Ruggiero Rizzitelli och Roma vann matchen med 2–0. Han spelade sin andra match mot Ancona, matchen slutade 1–1 och Totti blev igen inbytt i 87:e minuten.

#### Säsongen 1993/94
Han gjorde sin Coppa Italia-debut den 16 december 1993 mot Sampdoria då Roma förlorade på straffar. Totti spelade fler matcher under denna säsong, men det dröjde tills 1994 innan han fick spela sin tredje ligamatch. Den första matchen kom den 6 februari 1994 när han blev inbytt under andra halvlek i en 2–0-förlust mot Milan. Den första matchen som han fick starta var mot Sampdoria då Roma förlorade med 1–0 och Totti blev utbytt i 86:e minuten. I nästa match mot Lazio den 6 mars 1994 blev Totti inbytt och lyckades vinna en straff men Giuseppe Giannini missade. Han startade sin andra match mot Reggiana som slutade 0–0. Han gjorde sedan fyra inhopp i ligan och spelade två matcher i Coppa Italia och Roma kom sjua i ligan med totalt 35 poäng.

#### Säsongen 1994/95
Totti gjorde sitt första mål den 4 september 1994 i matchen mellan Roma och US Foggia, som slutade 1–1.

### 2000-talet
Han vann ligan med Roma säsongen 2000/01. Säsongen 2003/2004 svarade Totti för 20 ligamål, ett bra facit med tanke på att han spelade som Trequartista (släpande anfallare) vid många tillfällen. Säsongen 2006/2007 gick det mycket bra för Roma och Totti. Laget slutade på andra plats i Serie A, samt vann Coppa Italia över ligamästarna Inter i finalen. Totti själv stod också för en makalös säsong, 26 mål i ligan innebar seger i Serie A:s skytteliga samt att Totti blir tilldelad Guldskon som hela Europas skyttekung säsongen 2006/2007. Totti vann även assistligan i Serie A med 11 assist. I Coppa Italia 2010 mot Inter jobbade Totti hem och sparkade ner före detta interspelaren Mario Balotelli. För det fick han rött kort.
Den 27 februari 2011 spelade Totti sin 600:e match för klubben. I Roma är han väldigt stor och Totti brukar kallas för "prinsen av Rom".
Mycket har gått bra för Totti under hans karriär och under 2013 hade han ett ypperligt tillfälle att tacka sin klubb och sina supportrar för alla år då han fick chansen att spela med sitt Roma mot rivalen Lazio i den första Coppa Italia-finalen någonsin mellan de båda Rom-klubbarna. Inför den historiska derbyfinalen spelades en kortare film in av AS Roma med Totti där han beskriver sin kärlek till supportrarna och säger att han hoppas kunna tacka dem genom att vinna finalen åt Roma. Totti beskrev matchens betydelse för honom då han jämförde det med en Champions League-final. Dessvärre för Totti och Romas del slutade finalen den 26 maj 0-1 till Lazios favör vilket utan tvivel är ett av de bittraste ögonblicken i hans karriär.

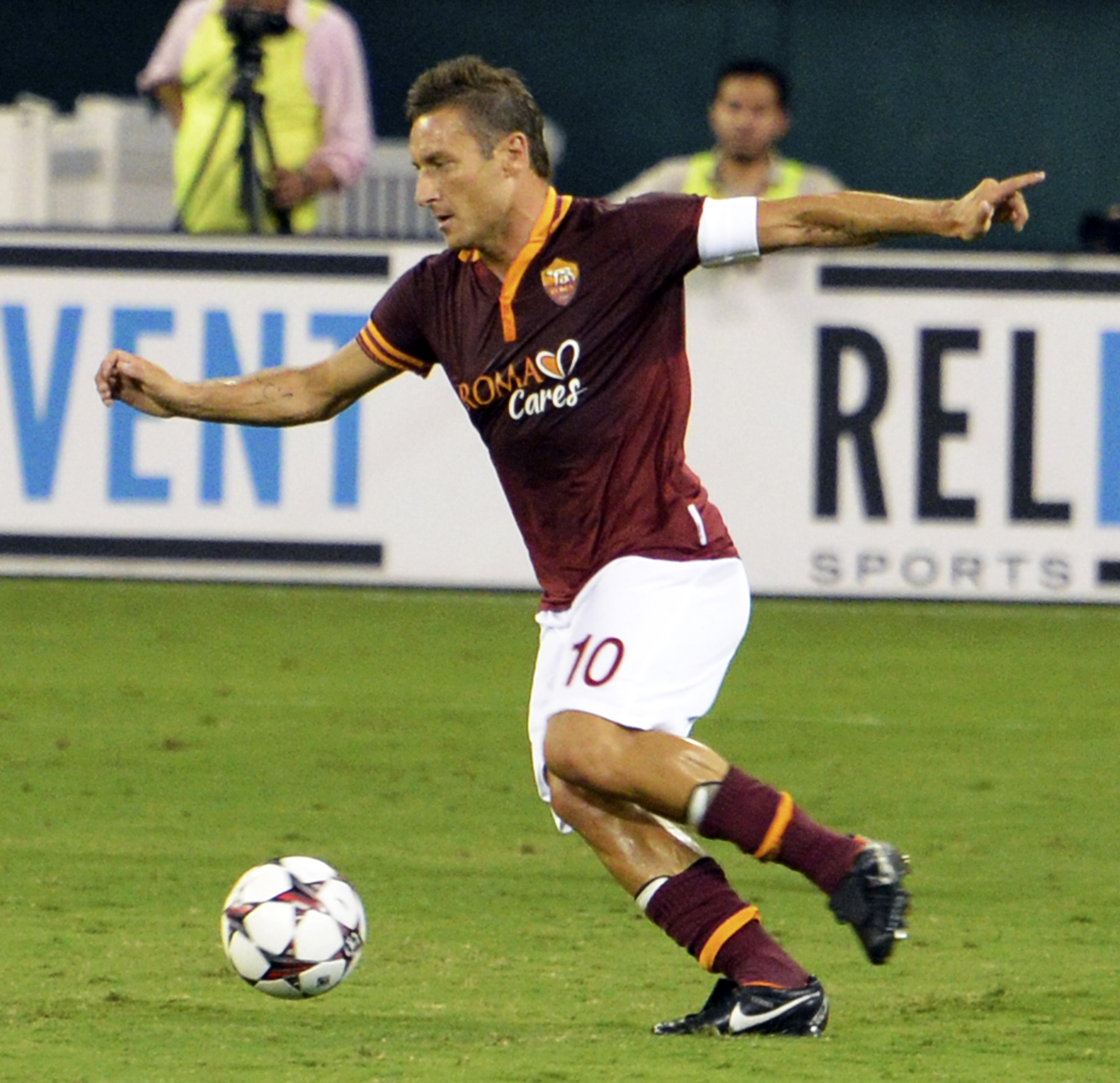
Totti spelar en träningsmatch mot Chelsea den 10 augusti 2013.

#### Säsongen 2014/15
I en gruppspelsmatch mot Manchester City i Champions League den 30 september 2014, tre dagar efter hans 38:e födelsedag, gjorde Totti mål och blev den äldsta målgöraren någonsin i turneringen. Den tidigare rekordinnehavaren, Manchester Uniteds Ryan Giggs var 37 år 289 dagar gammal. Det var även Tottis 300:e professionella mål i karriären.
I Serie A matchen mot Juventus den 5 oktober 2014 gjorde Totti sitt första Serie A mål för säsongen på straff i 32:a minuten. Det var dock AS Romas första Serie A-förlust för säsongen då de vann de första fem matcherna av säsongen. I nästa Serie A match mot Chievo den 18 oktober gjorde Totti 3–0-målet, igen på straff och det blev AS Romas sjätte vinst för säsongen.
I Champions League gick det mindre bra för Roma. De förlorade först med 7–1 mot FC Bayern München på hemmaplan, och sedan med 2–0 på bortaplan. I matchen mot CSKA Moskva gjorde Totti mål igen, nu på frispark, och förbättrade sitt rekord som äldsta målskytt i Uefa Champions League. Nu var han 38 år, 59 dagar gammal. Matchen slutade dock 1–1 efter ett mål från det ryska laget i sista minuten och Roma förlorade dessvärre sedan mot Manchester City med 2–0 och Roma åkte ur gruppspelet.
I en Serie A-match den 11 januari 2015 mot de lokala rivalerna SS Lazio, som slutade 2–2, gjorde Totti båda Romas mål och han blev därmed delad skyttekung i Rom-derbyt med Dino Da Costa.

## Internationell karriär

### De första två åren med Dino Zoff och EM 2000 silvret (1998–2000)

#### EM–kvalet 2000
Totti gjorde sin debut med seniorlaget i EM–kvalmatchen mot Schweiz den 10 oktober 1998. Han blev inbytt i 70:e minuten mot Alessandro del Piero och Italien vann matchen med 2–0. I Italiens kvalmatcher mot Danmark den 27 mars 1999 som slutade 2–1, mot Vitryssland den 31 mars 1999  som slutade 1–1 och mot Danmark på hemmaplan den 8 september 1999 som slutade 2–3 blev Totti inbytt i första och sista matcherna samt utbytt i den andra. Totti spelade i fyra av åtta EM–kvalmatcher och Italien vann gruppen och gick direkt till EM 2000.
Totti gjorde sitt första internationella mål i en vänskapsmatch mot Portugal i april 2000.

### EM 2000
Totti blev uttagen till Dino Zoffs ursprungliga 26–mannatrupp till EM 2000 den 18 maj 2000.
Italien hamnade i grupp B tillsammans med Turkiet, Belgien och Sverige. Italien vann sedan silver. De förlorade mot Frankrike i finalen med 2–1 efter förlängning.

### EM 2004
Efter EM-slutspelet 2004, som blev ett stort fiasko för italienarnas del, fick han utstå hård kritik i svensk press efter videoupptagningarna med spottloskan mot Christian Poulsen, sedan denne provocerat Totti under matchen. Totti gick tidigt ut i media och bad om ursäkt. Han fick en tre matchers lång avstängning för det inträffade, vilket innebar att han inte spelade mer i turneringen då Italien åkte ut i gruppspelet. På grund av denna händelse fick han öknamnet Francesco Spotti.

### VM 2006
2006 vann Totti VM i fotboll med sitt Italien. Den personliga höjdpunkten var när han avgjorde åttondelsfinalen mot Australien, genom matchens enda mål på straffspark i 93:e minuten. Han tillägnade målet sin son Christian, som han har tillsammans med sin fru Ilary Blasi. Totti gjorde sammanlagt ett mål och tre assist under turneringen. Med det kom han delad tvåa i VM:s poängliga och blev även utvald i turneringens All star team.
2006 meddelade han att han slutar med landslagsfotboll.

## Karriärstatistik
Korrekt per den 11 januari 2015.

### Klubbkarriär
| Lag    | Säsong  | Serie A | Serie A | Serie A | Coppa Italia | Coppa Italia | Coppa Italia | Europeiska turneringar1 | Europeiska turneringar1 | Europeiska turneringar1 | Övriga turneringar2 | Övriga turneringar2 | Övriga turneringar2 | Totalt  | Totalt | Totalt |
| Lag    | Säsong  | Matcher | Mål     | Assist  | Matcher      | Mål          | Assist       | Matcher                 | Mål                     | Assist                  | Matcher             | Mål                 | Assist              | Matcher | Mål    | Assist |
| ------ | ------- | ------- | ------- | ------- | ------------ | ------------ | ------------ | ----------------------- | ----------------------- | ----------------------- | ------------------- | ------------------- | ------------------- | ------- | ------ | ------ |
| Roma   | 1992/93 | 2       | 0       | 0       | -            | -            | -            | -                       | -                       | -                       | -                   | -                   | -                   | 2       | 0      | 0      |
| Roma   | 1993/94 | 8       | 0       | 0       | 2            | 0            | 0            | -                       | -                       | -                       | -                   | -                   | -                   | 10      | 0      | 0      |
| Roma   | 1994/95 | 21      | 4       | 4       | 4            | 3            | 1            | -                       | -                       | -                       | -                   | -                   | -                   | 25      | 7      | 5      |
| Roma   | 1995/96 | 28      | 2       | 4       | 1            | 0            | 0            | 7                       | 2                       | 2                       | -                   | -                   | -                   | 36      | 4      | 6      |
| Roma   | 1996/97 | 26      | 5       | 4       | 1            | 0            | 0            | 3                       | 0                       | 0                       | -                   | -                   | -                   | 30      | 5      | 4      |
| Roma   | 1997/98 | 30      | 13      | 7       | 6            | 1            | 1            | -                       | -                       | -                       | -                   | -                   | -                   | 36      | 14     | 8      |
| Roma   | 1998/99 | 31      | 12      | 14      | 3            | 1            | 0            | 8                       | 3                       | 4                       | -                   | -                   | -                   | 42      | 16     | 18     |
| Roma   | 1999/00 | 27      | 7       | 10      | 2            | 0            | 0            | 5                       | 1                       | 0                       | -                   | -                   | -                   | 34      | 8      | 10     |
| Roma   | 2000/01 | 30      | 13      | 3       | 2            | 1            | 1            | 3                       | 2                       | 0                       | -                   | -                   | -                   | 35      | 16     | 4      |
| Roma   | 2001/02 | 24      | 8       | 4       | -            | -            | -            | 11                      | 3                       | 1                       | 1                   | 1                   | 1                   | 36      | 12     | 6      |
| Roma   | 2002/03 | 24      | 14      | 4       | 5            | 3            | 3            | 6                       | 3                       | 2                       | -                   | -                   | -                   | 35      | 20     | 9      |
| Roma   | 2003/04 | 31      | 20      | 7       | -            | -            | -            | 1                       | 0                       | 2                       | -                   | -                   | -                   | 32      | 20     | 9      |
| Roma   | 2004/05 | 29      | 12      | 9       | 7            | 3            | 2            | 4                       | 1                       | 1                       | -                   | -                   | -                   | 40      | 16     | 12     |
| Roma   | 2005/06 | 24      | 15      | 9       | 2            | 0            | 1            | 3                       | 2                       | 0                       | -                   | -                   | -                   | 29      | 17     | 10     |
| Roma   | 2006/07 | 35      | 26      | 9       | 5            | 2            | 3            | 9                       | 4                       | 2                       | 1                   | 0                   | 1                   | 50      | 32     | 15     |
| Roma   | 2007/08 | 25      | 14      | 5       | 3            | 3            | 0            | 6                       | 1                       | 1                       | 1                   | 0                   | 0                   | 35      | 18     | 6      |
| Roma   | 2008/09 | 24      | 13      | 4       | -            | -            | -            | 7                       | 2                       | 1                       | 1                   | 0                   | 0                   | 32      | 15     | 5      |
| Roma   | 2009/10 | 23      | 14      | 6       | 2            | 0            | 0            | 6                       | 11                      | 2                       | -                   | -                   | -                   | 31      | 25     | 8      |
| Roma   | 2010/11 | 32      | 15      | 10      | -            | -            | -            | 7                       | 2                       | 1                       | 1                   | 0                   | 1                   | 40      | 17     | 12     |
| Roma   | 2011/12 | 27      | 8       | 7       | 2            | 0            | 2            | 2                       | 0                       | 1                       | -                   | -                   | -                   | 31      | 8      | 10     |
| Roma   | 2012/13 | 34      | 12      | 12      | 3            | 0            | 0            | -                       | -                       | -                       | -                   | -                   | -                   | 37      | 12     | 12     |
| Roma   | 2013/14 | 26      | 8       | 10      | 3            | 0            | 1            | -                       | -                       | -                       | -                   | -                   | -                   | 29      | 8      | 11     |
| Roma   | 2014/15 | 14      | 4       | 5       | -            | -            | -            | 5                       | 2                       | 0                       | -                   | -                   | -                   | 16      | 4      | 4      |
| Totalt | Totalt  | 574     | 239     | 147     | 53           | 17           | 15           | 93                      | 39                      | 20                      | 5                   | 1                   | 3                   | 725     | 296    | 185    |

1De europeiska turneringarna inkluderar bl.a. Uefa Champions League och Uefa Europa League.

2De övriga turneringarna inkluderar bl.a. Supercoppa Italiana.

## Meriter

### Klubb
Vinnare
- Serie A (1): 2000/01

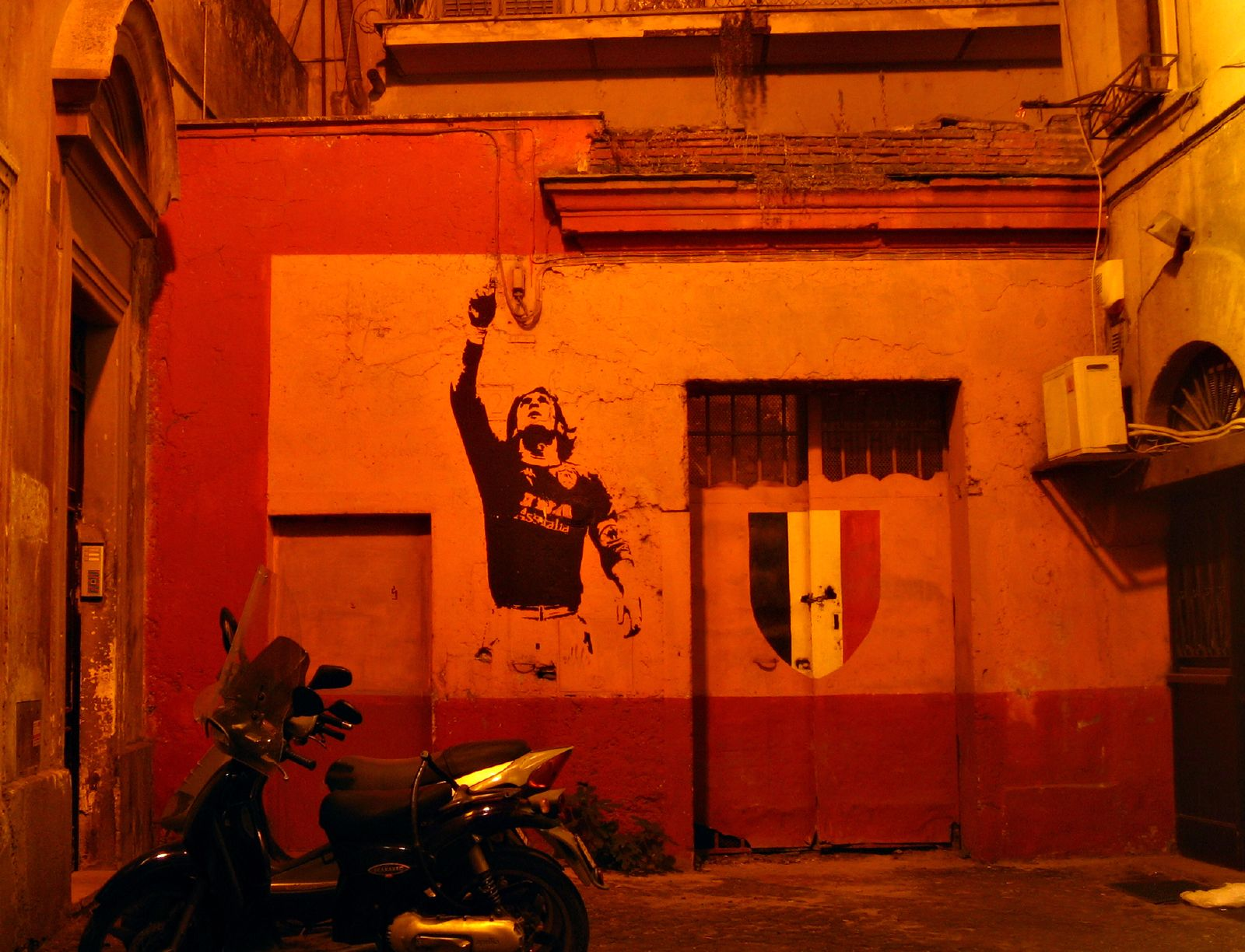
Fresk av Totti bredvid Scudetto-skölden på en husvägg i Rom.

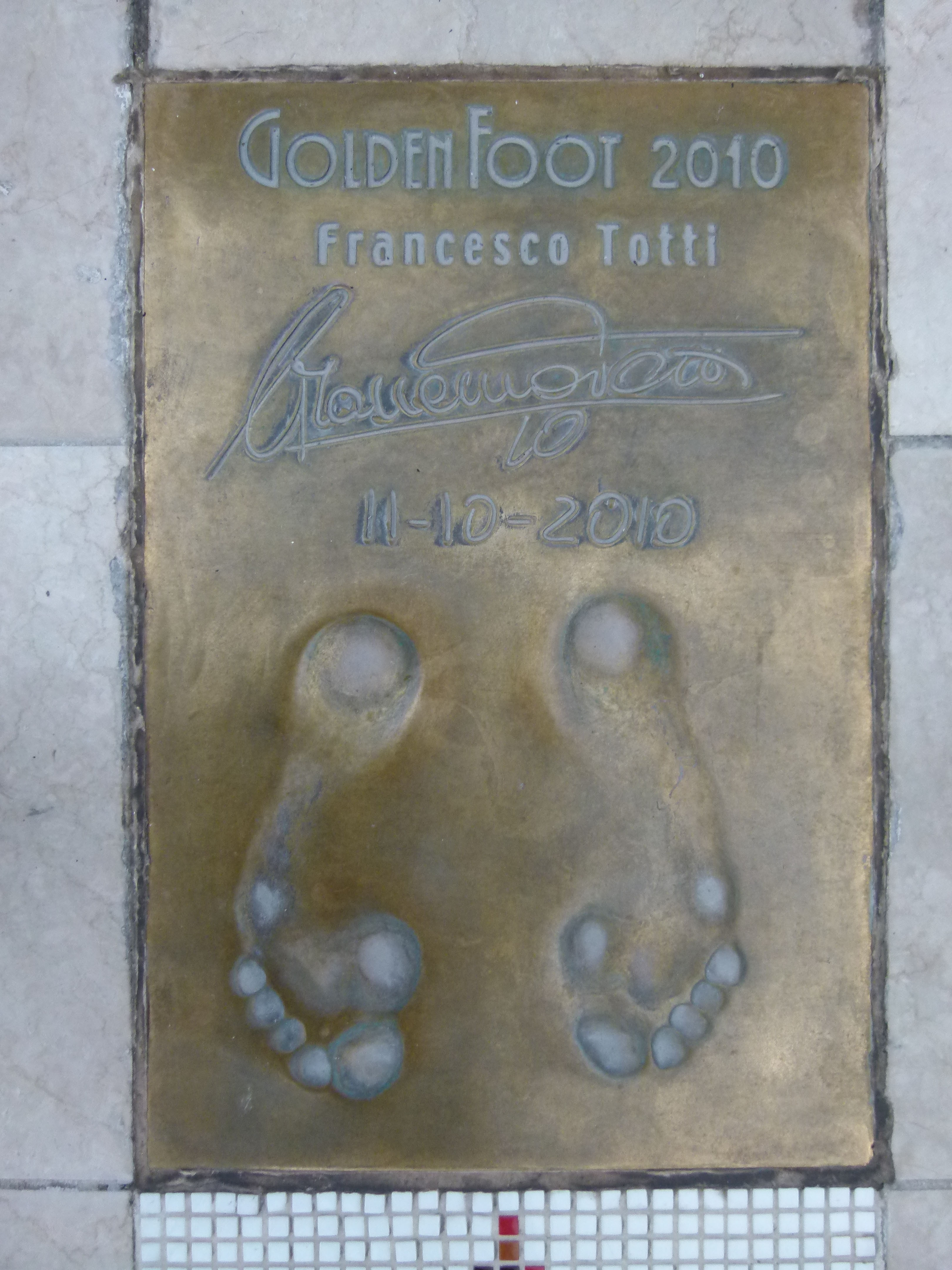
Tottis fotavtryck på Champions Promenade i Monaco.

- Supercoppa italiana (2): 2001, 2007
- Coppa Italia (2): 2006/07, 2007/08

Tvåa
- Serie A (7): 2001/02, 2003/04, 2005/06, 2006/07, 2007/08, 2009/10, 2013/14
- Supercoppa italiana (3): 2006, 2008, 2010
- Coppa Italia (4): 2002/03, 2004/05, 2005/06, 2009/10

### Internationellt
- EM i fotboll: 2000 (silver)
- VM i fotboll: 2002
- EM i fotboll: 2004
- VM i fotboll: 2006 (guld)

### Individuellt
- Guerin d'Oro (2): 1997/98, 2003/04
- Årets unga spelare i Serie A i fotboll: 1999
- EM-finalen 2000: Matchens spelare
- EM 2000: Mästarlaget
- Årets spelare i Serie A (2): 2000, 2003
- Årets italienska spelare (5): 2000, 2001, 2003, 2004, 2007
- ESM Team of the Year (3): 2000–01, 2003–04, 2006–07
- FIFA 100
- Årets mål Serie A (2): 2005, 2006
- VM 2006: VM-laget
- Skytteligavinnare i Serie A: 2006/07
- Guldskon: 2006/07
- USSI Silverbollen: 2007/08
- Guldfoten: 2010

### Rekord
Korrekt per den 11 januari 2015.
- Bästa målskytt av aktiva spelare i Serie A: 239 mål
- Bästa målskytt, för bara ett lag, i Serie A någonsin: 239 mål
- Bästa målskytt i AS Roma någonsin: 296 mål
- Bästa målskytt i AS Roma i Uefa Champions League någonsin: 18 mål
- Bästa målskytt i AS Roma i Uefa Europa League: 21 mål
- Flest matcher för AS Roma: 725 matcher
- Flest matcher för AS Roma i Serie A: 574 matcher
- Flest matcher för AS Roma i UEFA Champions League: 55 matcher
- Flest matcher för AS Roma i UEFA Europa League: 38 matcher